# Лесные пожары в Сибири (1915)
Лесные пожары в Сибири (1915), иногда Великий Сибирский пожар — Пожары в лесах Сибири в мае-августе 1915.

## Причины пожара
В качестве основных причин чаще всего выделяют летнюю засуху в Средней Сибири.

## Распространение пожара
Зона пожара распространилась примерно на 1.6 млн га, что примерно равно площади Европы. лесные пожары распространились примерно на 2 000 км по долготе и широте.

## Ущерб
Из-за дыма в июле 1915 г. было 85 %, а в августе — 65 % нормального количества солнечных дней, из-за этого хлеба поспели на 15 дней позже.
Дым был настолько густой, что на расстояний от 4-20 м не было ничего видно.
Затруднилось железнодорожное сообщение, в особенности между Мариинском и Красноярском. Экспедиции, астрономия и топография в зоне пожаров затруднились.
На Мариинск 20 июля погрузился мрак, из-за чего началась паника. рабочие ушли с рабочих мест.
Судоходство ограничилось или прекратилось на целом ряде рек: Иртыш, Томь, Тобол, Лена, Енисей, Ангара, Обь.
Затруднилась охота и рыболовство, крестьяне перестали ловить рыбу из-за страха заблудиться. Охотники задыхались от угарного газа в тайге, типографы при работе закрывали рот мокрыми тряпками и платками.
У многих людей и животных были замечены заболевания глаз, вызванные дымом.
Дым плохо повлиял на сено и зерно, отмечалось что из-за дыма урожай сена 1915 был горьким и пах дымом. Травы и сено были покрыто налетом сажи, животные, употреблявшие такую траву и сено в пищу, могли заболеть или умереть.
Сообщалось о массовой гибели и переселении животных. Птицы сгорали стаями. Исчезали пчелы и другие насекомые. В Приангарской тайге в Якутской губернии после пожаров охотники нашли множество обугленных костей животных. Находили горностаев, белок и других животных с обугленными и сгоревшими хвостами. Пожары привели к массовому переселению животных: они пропали из мест пожаров (Нарымский край и Приангарье) и появлялись в других регионах. Например, у Красноярска за Николаевской слободой появились волки и медведи. Сообщалось что лоси переплывали Ангару даже в присутствии человека.
Выгорело 165 миллионов кубометров древесины. Ущерб оценивается в 660 миллионов рублей (дореволюционных) или 511 тонн золота (только за сгоревшую древесину).